# Heartwork
Heartwork – czwarty album studyjny brytyjskiej grupy muzycznej Carcass. Wydawnictwo ukazało się 18 października 1993 roku nakładem wytwórni muzycznej Earache Records.
Był to ostatni album w którego nagraniach brał udział Michael Amott. Muzyk odszedł z Carcass w październiku 1993 roku, by wkrótce potem założyć formację Spiritual Beggars.
Na okładce płyty znalazła się praca szwajcarskiego artysty H. R. Giger zatytułowana „Perserve Life”. Podczas koncertów promujących płytę, Carcass wspierał gitarzysta Mike Hickey znany z krótkiej współpracy z Venom w 1987 roku.
W czerwcu 1993 roku ukazał się pierwszy singel promujący pt. „No Love Lost”. W styczniu 1994 roku został wydany drugi singel „Heartwork”. Do obu utworów zostały zrealizowane teledyski.

## Lista utworów
Opracowano na podstawie materiału źródłowego.
1. „Buried Dreams” (Walker, Steer) - 03:59
2. „Carnal Forge” (Walker, Steer, Amott) - 03:55
3. „No Love Lost” (Walker, Steer) - 03:23
4. „Heartwork” (Walker, Steer, Amott) - 04:33
5. „Embodiment” (Walker, Steer, Amott) - 05:36
6. „This Mortal Coil” (Walker, Steer, Amott) - 03:50
7. „Arbeit Macht Fleisch” (Walker, Steer) - 04:22
8. „Blind Bleeding The Blind” (Walker, Steer) - 04:57
9. „Doctrinal Expletives” (Walker, Steer, Amott) - 03:39
10. „Death Certificate” (Walker, Steer, Amott) - 03:41

## Twórcy
Opracowano na podstawie materiału źródłowego.
| - Bill Steer - gitara prowadząca, gitara rytmiczna - Ken Owen - perkusja - Jeff Walker - gitara basowa, wokal prowadzący - Michael Amott - gitara prowadząca | - Colin Richardson - produkcja muzyczna - Keith Andrews - inżynieria dźwięku - Dave Buchanan - asystent inżynieria dźwięku - Andrea Wright - asystent inżynieria dźwięku - H. R. Giger - okładka |

## Wydania
| Rok  | Nr katalogowy | Format                        | Wytwórnia        | Region            | Źródło |
| ---- | ------------- | ----------------------------- | ---------------- | ----------------- | ------ |
| 1993 | MOSH 97 CD    | CD, Album                     | Earache Records  | Wielka Brytania   | [ 9 ]  |
| 1993 | TFCK-88644    | CD                            | Toy’s Factory    | Japonia           | [ 9 ]  |
| 1993 | MOSH 97 CDPRO | CD, Album, Promo              | Earache Records  | Wielka Brytania   | [ 9 ]  |
| 1993 | MOSH 97       | Cass, Album, Promo            | Earache Records  | Wielka Brytania   | [ 9 ]  |
| 1993 | MOSH 97       | LP, Album                     | Earache Records  | Wielka Brytania   | [ 9 ]  |
| 1994 | CK 57525      | CD                            | Columbia Records | Stany Zjednoczone | [ 9 ]  |
| 1994 | CT 57525      | CD                            | Columbia Records | Stany Zjednoczone | [ 9 ]  |
| 1994 | CRR 025       | Cass, Album                   | Carrion Records  | Polska            | [ 9 ]  |
| 2002 | MOSH 97 CD    | CD, Album, RE                 | Earache Records  | Stany Zjednoczone | [ 9 ]  |
| 2002 | MOSH 97 CD    | CD, Album, RE                 | Союз             | Rosja             | [ 9 ]  |
| 2008 | MOSH 9702     | 2xCD, Album, RE, Ltd + DVD    | Earache Records  | Stany Zjednoczone | [ 9 ]  |
| 2008 | MOSH097CDD    | Hybrid, DualDisc, RE, RM + CD | Earache Records  | Wielka Brytania   | [ 9 ]  |